# 夏色心跳日誌
《夏色心跳日誌》是Hearts在2016年5月27日發售的戀愛冒險類型成人遊戲。2017年3月24日發售Fan disc《夏色心跳日誌 ～Happy Summer～》。dramatic create已於2018年4月26日發售PlayStation Vita版本。

## 故事簡介
臣苗嘉人某天被學姐名城綺新邀請以格鬥遊戲跟她決勝負，在比賽中輸掉的嘉人被綺新要求加入由她當社長的電腦研究社，而之後青梅竹馬常磐久遠、親妹妹臣苗鈴、學妹七國小都音也加入了這個社團。在進入暑假的某一天，嘉人被顧問老師梅宮香奈惠拜託幫忙測試一款戀愛模擬遊戲，而遊戲中登場的女孩子則是電腦研究社的成員，嘉人將會在這個遊戲中看到這四位女孩不同的一面。

## 登場角色
臣苗嘉人
作品男主角，私立蘆之宮學園二年級生。對自己的格鬥遊戲技巧很有自信，但還是輸給了學姐名城綺新，並加入電腦研究社擔任副社長。
常磐久遠（聲：蓬かすみ）
私立蘆之宮學園二年級女學生，學生會副會長。以前跟嘉人是感情很好的青梅竹馬，但目前則開始疏遠。為了調查電腦研究社的動向而加入社團。
臣苗鈴（聲：鹿野まなか）
嘉人的親妹妹，私立蘆之宮學園一年級生，擅長打理家務。雖然不擅長遊戲，但在嘉人邀請下加入電腦研究社。
名城綺新（聲：川島梨乃）
嘉人的學姐，私立蘆之宮學園三年級生，在格鬥遊戲中擊敗嘉人並要他加入電腦研究社。家裡是格鬥技道場，實際上也擅長格鬥技。
七國小都音（聲：八尋まみ）
嘉人的學妹，私立蘆之宮學園一年級生，有異色瞳。喜歡照顧花朵，在同學鈴的邀請下加入電腦研究社。
梅宮香奈惠（聲：橘まお）
私立蘆之宮學園的數學教師，也是嘉人的班導師與電腦研究社的顧問。
梅宮椎菜（聲：鶴屋春人／尾崎未來（PSV））
私立蘆之宮學園一年級生，香奈惠的弟弟，是機械的天才。
Eu君（聲：結衣菜）
梅宮姐弟開發的吉祥物型支援機械。

## 主題曲
夏色心跳日誌
片頭曲「DiVE 2 WORLD」
作詞、作曲：，主唱：狛茉璃奈，吉他：Irus
片尾曲「seed of happiness」
作詞、作曲：，主唱：MiU
夏色心跳日誌 ～Happy Summer～
片頭曲「PRIZM/CIRCUiT」
作詞、作曲：，主唱：冬乃櫻，吉他：
片尾曲「seed of happiness」
作詞、作曲：，主唱：MiU

## 評價
夏色心跳日誌於2016年度「萌系遊戲大賞」年間排名獲得第21名。

## 外部連結
- 夏色心跳日誌遊戲官網（日語）
- 夏色心跳日誌 ～Happy Summer～遊戲官網（日語）
- PSV版本遊戲官網 （页面存档备份，存于） （日語）
- 《夏色心跳日誌》在視覺小說數據庫的頁面 （英文）